# Premis Ondas 1982
Els Premis Ondas 1982 van ser la vint-i-novena edició dels Premis Ondas, atorgats el 1982, amb un jurat presidit per Eugenio Fontán, director de la SER. En aquesta edició es diferencien les categories: Premis Nacionals de ràdio, nacionals de televisió, internacionals de ràdio i televisió, hispanoamericans i especials.

## Nacionals de ràdio
- Alejo Jesús García Ortega, director del programa Directo, directo de RNE
- España y los españoles, dirigit per Juan José Plans de RNE
- Desayuno de trabajo, dirigit per José Joaquín Iriarte de la Cadena SER
- Cita a las cinco, dirigit per Basilio Rogado de la cadena SER
- Defensa del consumidor, dirigit per Simón Luis Martín Tejedor de RCE
- Poesía 70, dirigit per Juan de Loxa, Radio Popular de Granada de Cadena COPE[2]
- José Cañaveras de la Cadena SER
- La radio al sol, dirigit per Josep Cuní i Jordi Hurtado de Ràdio Barcelona, Cadena SER

## Nacionals de televisió
- Los gozos y las sombras de TVE
- Grup operatiu del Mundial 82 de TVE
- Encuentro en España de TVE
- Enrique Nicanor Robinson de TVE

## Internacionals de ràdio
- Stravinski, o homem e a obra, Rádio e Televisão de Portugal
- Atelier de creation radiophonique, France Culture
- So many everests, Raidió Teilifís Éireann
- Ich habe eine puppe, ARD/SFB

## Internacionals de televisió
- T'es bien trop petit, mon ami, FR3
- Une vallee contre un empire: L'Afganistan, Antenne 2
- Quark, RAI
- Lady Magic, RAI

## Hispanoamericans
- Morte e vida severina, TV Globo del Brasil
- Carmina canta a Colombia, Cadena Caracol TV de Colòmbia
- Servicios informativos, Venevisión de Veneçuela
- Toda una vida, Televisa de México